# Люди в чёрном (фильм)
«Люди в чёрном» (англ. Men in Black) — американский научно-фантастический комедийный боевик 1997 года режиссёра Барри Зонненфельда, основанный на одноименной серии комиксов издательства Marvel Comics и повествующий о деятельности двух сотрудников секретного надправительственного агентства «Люди в чёрном», контролирующего пребывание инопланетных пришельцев на Земле.
В главных ролях снялись Уилл Смит и Томми Ли Джонс.
Фильм получил премию «Оскар» за лучший грим.

## Сюжет
На Земле тайно проживают полторы тысячи инопланетян. Для решения вопросов их социальной защиты и предохранения землян от возможного негативного влияния создано бюро по сотрудничеству с инопланетянами. У землян-агентов есть продвинутые технологии для взаимодействия с пришельцами и сокрытия их присутствия. Специальное устройство для стирания памяти помогает оставить в тайне факт наличия инопланетян для большей части населения Земли.
Ветеран Бюро Агент Кей (Agent K) ищет себе нового напарника и нанимает на работу полицейского Джеймса Эдвардса. Новичок получает кодовое имя Джей (Agent J).
Между тем в среде пришельцев Нью-Йорка неспокойно, и многие начинают покидать город. В разработку агентам попадает дело о незаконном пришельце, представителе расы жуков-захватчиков. По прибытии пришелец съедает фермера Эдгара и надевает на себя его кожу. Жук, безжалостно убивая всех на своём пути, охотится за некой «галактикой» под названием Аркилл (Arquill), месторасположение которой — пояс Ориона. Позже выясняется, что это брелок, висящий на ошейнике кота по кличке Орион. Захват ценнейшего аркиллийского артефакта может повлечь за собой войну с расой аркиллийцев и гибель Земли.
Жёлтая пресса наводит агентов на след преступника. В городской морг попадают два тела, одно из которых — хозяина того самого кота — удаётся идентифицировать как высокопоставленного пришельца-аркиллийца, погибшего после встречи с жуком. Военный крейсер аркиллийцев готов к ответному удару по Земле, если «галактика» не будет возвращена им. В распоряжении агентства — считаные часы. Кей и Джей находят захватчика, вступают в схватку с жуком, спасают планету и тем самым избегают опасности уничтожения Земли.
В финале картины Кей решает уйти в отставку и добровольно позволяет Джею стереть себе память, таким образом назначая последнего своим преемником, и возвращается к невесте, с которой был помолвлен до работы в бюро.

## В ролях

### Люди
| Актёр                       | Роль                                |
| --------------------------- | ----------------------------------- |
| Томми Ли Джонс              | агент K / Кевин Браун               |
| Уилл Смит                   | агент J / Джеймс Даррел Эдвардс III |
| Рип Торн                    | агент Z (шеф ЛВЧ)                   |
| Линда Фиорентино            | агент L / Лорел Уивер               |
| Ричард Хэмилтон             | агент D / Деррик Каннингем          |
| Чарльз С. Стивенсон-младший | агент B                             |
| Джон Гриз                   | Ник (водитель автобуса)             |
| Фредрик Лене                | агент Янус                          |
| Шивон Феллон                | Беатрис (жена фермера Эдгара)       |
| Дэвид Кросс                 | Ньютон (сотрудник морга)            |

### Пришельцы
| Актёр             | Роль                                             |
| ----------------- | ------------------------------------------------ |
| Винсент Д’Онофрио | Эдгар / Жук                                      |
| Тони Шалуб        | Джек Джибс (пришелец с отрастающей головой)      |
| Майк Нуссбаум     | аркиллиец Гент Розенберг                         |
| Серхио Кальдерон  | пришелец на мексиканской границе                 |
| Карел Стрёйкен    | высокий аркиллиец                                |
| Патрик Брин       | мистер Редгик (пришелец, у которого рожала жена) |

В эпизодических ролях инопланетян в фильме появляются режиссёр фильма Барри Зонненфельд и его дочь Хлоя Зонненфельд, кинорежиссёры Джордж Лукас и Стивен Спилберг (последний был также исполнительным продюсером «Людей в чёрном»), киноактёры Дэнни де Вито и Сильвестр Сталлоне, поп-певица Дайон Уорвик, телеведущий Эл Рокер, писатель Тони Роббинс, дизайнер Айзек Мизрахи, политик Ньют Гингрич и поп-музыкант Майкл Джексон.

## История создания

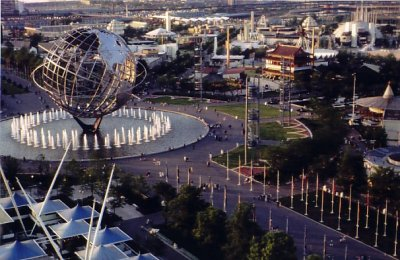
Финальная схватка в фильме происходит на территории Флашинг-Медоус — Корона-парк

Сценарий был написан по мотивам графических новелл The Men in Black Ловелла Каннигама. Эти комиксы были изданы в 1990 году и не были широко известны даже в США. Фактически авторы позаимствовали оттуда только идею о некоем полумифическом и законспирированном правительственном ведомстве по делам пришельцев. Здесь авторам удалось найти определённую изюминку в подаче материала, комедийную предпосылку для свежих гэгов: агентство по работе с инопланетянами — не супергерои, а чиновники, и в некотором смысле даже бюрократы, которые всего лишь исполняют свою фантастическую, но рутинную работу. Общение с инопланетным разумом поставлено на поток, гуманоиды и не-гуманоиды — все стоят в общей очереди на таможню. В этом «Люди в чёрном» перекликаются с известными фильмами «Французский связной», «Охотники за привидениями» и сериалом 1960-х «The Man from U.N.C.L.E.». Такой необычный подход — визитная карточка Барри Зоннефельда, запомнившегося зрителям по подобным картинам («Семейка Аддамс», «Достать коротышку»).
Сюжет и диалоги не были бы столь впечатляющими без соответствующей актёрской работы. Хладнокровный и циничный спецагент — привычная роль, неоднократно достававшаяся Томми Ли Джонсу. В «Людях в чёрном» ему удаётся придать ей характерный комический оттенок. Его напарник Уилл Смит также точно попадает в образ и составляет с ним удачный актёрский дуэт. Обозреватель Rolling Stone отметил аутентичное воплощение образа инопланетянина-жука Винсентом Д’Онофрио, который «дал новый смысл понятию „вжиться в роль“». Исполнительница главной женской роли Линда Фиорентино не портит впечатление, хотя и несколько не дотягивала до уровня своих партнёров-мужчин.
Своя отдельная «роль» в фильме у города Нью-Йорка. Здания, сооружения и пейзажи: музей Гуггенхайма, вентиляционная башня тоннеля Бруклин — Бэттери, Нью-йоркская всемирная выставка, Унисфера, арена Shea Stadium в парке Флашинг-Медоус и другие локации. Создатели картины попытались, насколько возможно, уйти от штампов по изображению инопланетян. В значительной мере своему успеху фильм обязан студии Industrial Light and Magic (спецэффекты) и работе гримёра Рика Бейкера, известного голливудского специалиста по монстрам и пришельцам.
Крис О'Доннелл был первым актёром, которому была предложена роль агента Джея. Но О’Доннелл отверг её, посчитав, что эта роль ещё одного новичка, которую он уже сыграл как Дик Грейсон (Робин) в фильмах «Бэтмен навсегда» (1995) и «Бэтмен и Робин» (1997). Роль в итоге досталась Уиллу Смиту.

## Прокат и критика
Картина вышла в прокат в США 3 июля 1997 года. Ровно за год до этого на экраны вышел другой научно-фантастический фильм «День независимости», также блокбастер с Уиллом Смитом в главной роли. И там, и здесь главные герои имеют дело с пришельцами, но подход к созданию картины принципиально различался. Критики отозвались о работе Зонненфельда намного теплее, чем о «Дне независимости», отметив, прежде всего, замечательный вкус и попытку создать что-то необычное и запоминающееся («Картина не затянута ни на секунду, сюжет нигде не „провисает“, хотя длительность [97 минут] относительно небольшая для подобного класса фильмов»).
Сам киносезон 1997 года критики оценили как целую череду провалов («Скорость-2», «Бэтмен и Робин»), но этот фильм получил главным образом положительные отзывы критиков и был успешен в прокате: 589 млн долл. во всемирном прокате при бюджете 90 млн $ (2-й показатель 1997 года после «Титаника»).
По мнению Джеймса Берардинелли, в фильме удалось воплотить то, что редко реализуются в многобюджетных постановках: хорошая научно-фантастическая идея и неплохой текст. Лёгкая, на первый взгляд, комедия имеет далеко не только иронический подтекст: тема многократного стирания памяти от нежелательных воспоминаний, проживание полутора тысяч пришельцев, как законных и незаконных иммигрантов в Нью-Йорке — подобные моменты придают особое обаяние картине.
Критик New York Times Жанет Маслин написала в отзыве об исключительной стилистической гармонии, которой удалось добиться команде, работавшей над комедией. Мик Лассаль (San Francisco Chronicle) написал, что фильм оставляет хорошее послевкусие, его хочется пересматривать снова и снова.

## Премии и награды
- 1998 — премия «Оскар»
  - Лучший грим (Рэк Бейкер, Дэвид Лерой Андерсон)
- Номинации на премию «Оскар»
  - Лучшая работа художника-постановщика
  - Лучшая музыка
- 1998 — номинация на премию BAFTA — лучшие специальные эффекты
- 1998 — номинация на премию «Золотой глобус» — лучший музыкальный-фильм/комедия
- 1998 — номинация на премию Грэмми — лучшая инструментальная композиция к фильму
- 1998 — премия MTV Movie Awards — лучшая драка (Уилл Смит против пришельца-жука), лучшая песня в фильме (Уилл Смит «Men in Black»)
- 1998 — номинация на премию MTV Movie Awards — «лучший фильм», лучшая комедийная роль, лучший экранный дуэт
- 1998 — премия Satellite Award — «лучший фильм»
- 1998 — номинация на премию Satellite Award — номинации в четырёх категориях
- 1998 — премия ASCAP — лучшие кассовые сборы (top box office film)
- 1998 — премия Teen Choice Awards — номинация на лучший фильм
- 1998 — премия гильдии кинорежиссёров США
- 1998 — премия ассоциации кинокритиков Канзас-сити — «лучшая актриса второго плана» (Линда Фиорентино)
- 1998 — премия ассоциации звукорежиссёров США «Золотая бобина» (Golden Reel) — «лучшая звукорежиссура и диалоги».

## Продолжения
- «Люди в чёрном» (англ. Men in Black: The Series) — мультсериал (1997—2001), неканонический сиквел фильма;
- «Люди в чёрном 2» (Men in Black II) — вышел в 2002 году;
- «Люди в чёрном 3» (Men in Black 3) — вышел в 2012 году;
- «Люди в чёрном: Интернэшнл» (Men in Black: International) — спин-офф оригинальной трилогии, вышел в 2019 году.

## Саундтрек
1. Will Smith — «Men In Black»
2. Snoop Doggy Dogg — «We Just Wanna Party With You»
3. Genuwine — «Im Feelin You»
4. Alicia Keys — «Dah Dee Dah (Sexy Thing)»
5. Will Smith — «Just Cruisin»
6. The Roots — «The Notic (Featuring DAngelo)»
7. Trey Lorenz — «Make You Happy»
8. NAS — «Escobar 97»
9. Emoja — «Erotic City»
10. A Tribe Called Quest — «Same Ol Thing»
11. Destiny's Child — «Killing Time»
12. 3T — «Waiting For Love»
13. De La Soul — «Chanel No. Fever»
14. Buckshot LeFonque — «Some Cow Fonque (More Tea, Vicar-)»
15. Danny Elfman — «M.I.B. Main Theme»
16. Danny Elfman — «M.I.B. Closing Theme»